# Omgevingswet
De Omgevingswet is een Nederlandse wet die een verregaande vereenvoudiging van het stelsel van wetgeving voor de ontwikkeling en het beheer van de leefomgeving (omgevingsrecht) beoogt, door tientallen wetten en honderden regels te bundelen in één nieuwe wet. De wet betekent een aanzienlijke inhoudelijke reductie van regels op het terrein van water, lucht, bodem, natuur, infrastructuur, gebouwen en cultureel erfgoed. De wet is op 1 januari 2024 in werking getreden. Vanwege de omvang wordt het ook wel de grootste wetswijziging sinds 1848 genoemd.
Onderdeel is een digitaal stelsel Omgevingswet (DSO), met als doel onder meer het beschikbaar stellen van informatie over de fysieke leefomgeving. De website ruimtelijkeplannen.nl is anno 2025 nog actief en verwijst sinds 1 januari 2024 naar het "nieuwe omgevingsloket" omgevingswet.overheid.nl.

## Geschiedenis

### Wetsbehandeling
Na drie jaar schrijven ging de ministerraad op 13 juni 2014 akkoord met het wetsvoorstel van minister van Infrastructuur en Milieu Melanie Schultz van Haegen. Op 1 juli 2015 ging de Tweede Kamer met 144 stemmen voor akkoord met het voorstel. Op 22 maart 2016 stemde ook de Eerste Kamer met een ruime meerderheid in met het wetsvoorstel.

### Invoeringsdatum
Na ondertekening van de wet werd er gewerkt aan de vier Algemene Maatregelen van Bestuur (AMvB's) en aanvullingswetten. Een invoeringswet en invoeringsbesluit zouden vervolgens ook de invoeringsdatum bepalen. De invoering was aanvankelijk voorzien voor 1 januari 2018. Deze invoeringsdatum is meerdere malen uitgesteld.
In mei 2016 liet Schultz van Haegen de invoeringsdatum te verschuiven naar 2019, nadat de datum 1 januari 2018 al was vervangen door 1 juli 2018. In juli 2017 werd de geplande datum van 1 juli 2019 uitgesteld naar een nog te bepalen datum. Dit werd twee maanden later gezet op 1 januari 2021.
Vlak voor de behandeling van de invoeringswet in de Eerste Kamer, bracht NRC Handelsblad dat een kritisch rapport van de Inspectie Leefomgeving en Transport over decentralisatie van ruimtelijke ordening niet was gepubliceerd. Een aantal senatoren vroeg vervolgens om meer uitstel.
Op 11 februari 2020 stemde de Eerste Kamer uiteindelijk wel met 53 stemmen voor en 19 stemmen tegen in met de invoeringswet. Anderhalve maand later maakte minister van Milieu en Wonen Stientje van Veldhoven echter bekend de invoering uit te stellen tot 1 januari 2022, vanwege de coronacrisis en problemen met invoering van het DSO. Intussen was er ook vanuit de wetenschap kritiek op de wet. Zo wees de Wageningse rechtswetenschapper Fred Kistenkas op een zeer kritische wetsevaluatie van een soortgelijke integrale omgevingswet in Nieuw-Zeeland. Daar wilde men na dertig jaar de omgevingswet juist weer intrekken Hierover werden ook diverse kamervragen gesteld.
Op 27 mei 2021 maakte de Rijksoverheid evenwel bekend dat de nieuwe datum voor de inwerkingtreding 1 juli 2022 werd. Dit zou het Rijk, gemeenten, provincies, waterschappen en uitvoeringsorganisaties meer ruimte geven om de implementatie van de wet op een zorgvuldige en verantwoorde wijze af te ronden.  In februari 2022 werd bekend dat de invoering opnieuw werd uitgesteld, dit keer tot 1 januari 2023. Op 14 oktober 2022 werd bekend dat de invoering opnieuw werd uitgesteld, dit keer tot 1 juli 2023. In januari 2023 werd de invoering weer uitgesteld tot 1 januari 2024. Op 14 maart 2023 ging de Eerste Kamer met 41 tegen 29 stemmen uiteindelijk akkoord met de ingangsdatum van 1 januari 2024.

## Opgenomen wetten
In de Omgevingswet zijn de volgende twintig wetten opgenomen:
| - Belemmeringenwet Landsverdediging - Belemmeringenwet Privaatrecht - Crisis- en herstelwet (Chw, 2010) - Interimwet Stad en Milieubenadering - Ontgrondingenwet - Planwet verkeer en vervoer - Spoedwet wegverbreding (2003) - Tracéwet (1994) - Wet agrarisch grondverkeer - Wet algemene bepalingen omgevingsrecht (Wabo, 2010) | - Wet ammoniak en veehouderij (Wav, 2002) - Wet bodembescherming (Wbb, 1987) - Wet geluidhinder (Wgh, 1979) - Wet geurhinder en veehouderij - Wet hygiëne en veiligheid badinrichtingen en zwemgelegenheden (Whvbz, 1984) - Wet inrichting landelijk gebied (WILG, 2007) - Wet inzake de luchtverontreiniging (Wlv, 1970) - Wet natuurbescherming (Wnb, 2017) - Wet ruimtelijke ordening (Wro, 2008) - Wet voorkeursrecht gemeenten (Wvg, 1981) |

## Uitvoeringsregelgeving
Met de Omgevingswet vermindert het aantal algemene maatregelen van bestuur (AMvB) en ministeriële regelingen aanzienlijk, namelijk van respectievelijk 60 en 100 naar 4 en 10. De 4 AMvB's zijn:
1. Besluit activiteiten leefomgeving: deze is direct gericht op burgers en bedrijven. Algemene rijksregels die gelden voor diverse activiteiten zijn in dit besluit opgenomen. Het vervangt een groot aantal bestaande AMvB's, waaronder het Activiteitenbesluit.
2. Besluit bouwwerken leefomgeving: dit besluit bevat eveneens regels die direct op burgers of bedrijven zijn gericht. Het gaat dan met name om bouwen of slopen. Het besluit vervangt onder meer het Bouwbesluit 2012.
3. Besluit kwaliteit leefomgeving: deze bevat instructieregels voor gemeenten, provincies en waterschappen voor het vaststellen van onder meer omgevingsplannen en verordeningen.[22]
4. Omgevingsbesluit: dit regelt onder meer welk bestuursorgaan het bevoegd gezag is om een omgevingsvergunning te verlenen en welke procedures gelden.[23]

## Inhoud
In de Omgevingswet staat de gebruiker centraal: wat wil de gebruiker in of met een bepaalde omgeving doen, wat is daarvoor nodig, kan en mag dat, en zo ja, hoe? Ten opzichte van eerdere wet- en regelgeving is de aanvraag en behandeling van een omgevingsvergunning vereenvoudigd, duurt korter en volgt het principe van "ja, mits" in plaats van "nee, tenzij". De gebruiksvriendelijkheid is toegenomen doordat alle betrokkenen voor informatie, vergunningsaanvragen en meldingen bij 1 loket terecht kunnen: het Digitaal Stelsel Omgevingswet (DSO). Gemeenten dienen binnen 8 jaar vanaf de inwerkingtreding (dus uiterlijk 1 januari 2032) een omgevingsplan te hebben (en vervolgens uit te voeren) dat voldoet aan de voorwaarden van provinciale en landelijke omgevingsvisies.